# Drozdovci
Drozdovci (lat. Mesitornithidae), porodica ptica smještena u vlastiti red Mesitornithiformes. Postoje dva roda s tri priznate vrste.

## Rodovi i vrste
1. Mesitornis Bonaparte, 1855
2. Monias Oustalet & Grandidier, G, 1903